# Chandidas
Chandidas ( em bengali:  চণ্ডীদাস ; nascido em 1408 CE) refere-se a um poeta medieval de Bengala ou possivelmente a mais de um.  Mais de 1250 poemas relacionados ao amor de Rada e Críxena em bengali com a banita de Chandidas são encontrados com três diferentes pseudônimos junto ao seu nome, Baḍu , Dvija e Dina, bem como sem qualquer apelido também. Não está claro se esses banitas realmente se referem à mesma pessoa ou não.  Alguns estudiosos modernos acreditam que os poemas que são atuais em nome de Chandidas são, na verdade, obras de pelo menos quatro Chandidas diferentes, que se distinguem uns dos outros por seus pseudônimos encontrados nos banitas. Supõe-se também que o mais antigo deles foi Ananta Baḍu Chandidas, que foi mais ou menos identificado como uma figura histórica nascida no século XIV no distrito de Birbum do atual estado de Bengala Ocidental e escreveu a lírica Srikrishna Kirtan (Músicas em louvor de Críxena ).

## Srikrishna Kirtan
Em 1916, o Bangiya Sahitya Parishad publicou o manuscrito do Srikrishna Kirtan descoberto por Basanta Ranjan Roy Bidwatballabh em Bankura.  O Srikrishna Kirtan , como o nome sugere, narra a história de Críxena e sua companheira Rada. A história é derivada do Bagavata Purana. No entanto, Baru Chandidas conseguiu adicionar originalidade substancial, tornando-se uma obra-prima da literatura medieval bengali. Ele dá ao anseio de Rada uma interpretação distintamente bengali e no processo capta grande parte das condições sociais do dia. Como tal, ele é considerado um proeminente poeta de Bengala medieval, no entanto a data de seu poema Srikrsnakirtana ainda está em questão, enquanto o texto continua sendo uma das evidências mais importantes do retrato da popular história de "Lord". O amor de Críxena pela menina vaqueira Rada ".  As 412 canções de Srikrsnakirtana são divididas em treze seções que representam o núcleo do ciclo lendário de Rada Críxena, com muitas variantes fornecendo excelente material comparativo.  O manuscrito sugere claramente que as canções deveriam ser música e implica ragas específicas para a recitação.  Há um debate considerável sobre a autenticidade do texto que tem significativo significado religioso.

## Humanismo
Segundo Banglapedia , Chandidas foi o primeiro poeta em língua bengali a ser humanista. Ele afirmou "Shobar upor manush shotto tahar upore nai " ("Acima de tudo é humanidade, nenhum outro").  A literatura posterior também elogiou muitas vezes o amor de Chandidas por um Rajakini (um lavador de roupas feminino), se isso tem alguma base histórica desconhecida.